# N8 Research Partnership
La N8 Research Partnership (traducibile come Associazione di ricerca N8) è un'associazione fondata nel 2007 da otto migliori università nel nord dell'Inghilterra - Durham, Lancaster, Leeds, Liverpool, Manchester, Newcastle, Sheffield e York. Collettivamente impiegano 18.000 membri del personale accademico e formano la più grande associazione di ricerca del suo genere nel Regno Unito.